# 日本の青空
日本の青空（にほんのあおぞら）は、インディーズが2007年に製作した映画。この映画は、現代のある雑誌の憲法特集企画の取材の中で、第二次世界大戦の敗戦後、大日本帝国憲法に変わる新憲法（日本国憲法）を作るために、憲法学者鈴木安蔵を中心に民間人で結成された憲法研究会が作成した憲法草案要綱作成までの歩み、彼らの草案をもとにして作られたGHQ案と日本政府とのやりとりとが描かれており、日本国憲法誕生の真相を明らかにするものである。
なお、この映画は、劇場上映はされず、自主上映のみで公開されている。

## あらすじ
月刊アトラス編集部の派遣社員沙也可は、この夏の憲法特集の企画で、先輩編集部員達がベアテ・シロタ・ゴードン、白洲次郎など著名人の取材を任され、沙也可も企画を出すチャンスを与えられる。そんな時、母の助言により、沙也可は全く名も知らない在野の憲法学者・鈴木安蔵の取材を進めることとなる。安蔵の実娘・燁子と潤子の証言と安蔵本人の日記帳から、沙也可は戦時下での憲法学者としての安蔵の苦労、崇高さを知り、日本国憲法誕生を巡る真実のドラマの核心へと迫っていく･･･。

## キャスト
- 高橋和也：鈴木安蔵
- 藤谷美紀：鈴木俊子
- 田丸麻紀：中山沙也可
- 水野久美：河田燁子
- 左時枝：斉藤潤子
- 岩本多代：中山選子
- 加藤剛：高野岩三郎
- 伊藤克信：編集長
- 山下洵一郎：岩淵辰雄
- 真実一路：室伏高信
- 鹿島信哉：森戸辰男
- 若尾哲平：大内兵衛
- 坂部文昭：杉森孝次郎
- 中林正智：青山虎之助
- 児玉謙次：松本烝治
- 宍戸開：白洲次郎
- 伊藤博幸：佐藤達夫
- 谷部央年：今村修介
- 伊藤雅彦：楢橋渡
- 頼三四郎：吉村達也
- 十貫寺梅軒：吉田茂
- デルチャ・ミハエラ・ガブリエラ：ベアテ・シロタ・ゴードン
- ブレイク・クロフォード：エドガートン・ハーバート・ノーマン
- 松田みなみ：鈴木燁子（河田燁子の少女時代）
- 郷田芽瑠：鈴木潤子（斉藤潤子の少女時代）

## スタッフ
- 企画・製作：小室皓充
- 監督：大澤豊
- 脚本：池田太郎
- 主題歌：『愛は空の彼方』久嶋美さち